# Bahnhof Siegelsbach

Der Bahnhof Siegelsbach ist der Bahnhof der baden-württembergischen Gemeinde Siegelsbach im Landkreis Heilbronn. Er liegt an der 1902 eröffneten Krebsbachtalbahn von Neckarbischofsheim Nord nach Hüffenhardt. Der Bahnhof besitzt ein Bahnsteiggleis und ein bahnsteigloses Kreuzungsgleis, welches zum Abstellen von Zügen genutzt werden kann.

## Geschichte
Die Kalkbrüche im Krebsbachtal zwischen den Orten Helmhof und Obergimpern ließen einen Bahnanschluss günstig erscheinen. So entstand die am 15. Oktober 1902 eröffnete Krebsbachtalbahn, eine Nebenbahn von Neckarbischofsheim über Helmhof, Obergimpern und Siegelsbach nach Hüffenhardt; einen Tag später begann der planmäßige Verkehr. Die Realisierung des Projektes erfolgte als Privatbahn durch die Badischen Lokal-Eisenbahnen (B.L.E.A.G.).
Ab dem Jahre 1907 führte von den Siegelsbacher Steinbrüchen zum Bahnhof Siegelsbach ein Schmalspurgleis, welches ausschließlich im Güterverkehr bedient wurde. Durch den Bahnhof und das Anschlussgleis gewann der alte Wagenbacher Weg als Bahnhofstraße an Bedeutung und zeichnete das Wachstum des Ortes nach Westen vor.
Ab 1930 führte auch die Omnibuslinie von Bad Rappenau nach Helmstadt über den Siegelsbacher Bahnhof.
1939 begann der Bau einer Heeresmunitionsanstalt im westlich des Ortes gelegenen Schlagwald. Westlich der Bahnlinie wurden hierfür auch Wohnungen für Wehrmachtsbedienstete erbaut. Die Munitionsanstalt erhielt einen eigenen Gleisanschluss. In ihr wurden insgesamt rund 18 Kilometer Gleise verlegt – mehr als die gesamte Länge der Hauptstrecke durch das Krebsbachtal.
1940 wurde der Bahnhof erweitert und zwei Jahre später am Munawald ein eigener Haltepunkt der Nebenbahn eingerichtet, der nach dem damaligen Kommandeur Hauptmann Thoms Thomshütten, später Siegelsbach Wald, genannt wurde. Heute ist dieser Haltepunkt abgebaut. Angrenzend an die „Wehrmachtshäuser“ westlich der Bahnlinie entstanden mehrere „wilde Bauten“, die von der Badischen Landsiedlung übernommen wurden.
Seit 1963 betrieb die Südwestdeutsche Eisenbahn-Gesellschaft die Strecke.
Im August 2009 begannen die Bauarbeiten für die Elektrifizierung und den Umbau der benachbarten Schwarzbachtalbahn für die S-Bahn RheinNeckar. Ohne einen Betrieb zwischen Meckesheim und Neckarbischofsheim Nord bzw. Aglasterhausen wäre die Krebsbachtalbahn zu einem Inselbetrieb geworden. Sowohl SWEG als auch die baden-württembergische Landesregierung machten daher 2006 deutlich, dass der Betrieb zwischen Neckarbischofsheim und Hüffenhardt spätestens zum Sommer 2009 enden wird. Durch Initiative des Verkehrsverbundes Rhein-Neckar (VRN), der Landkreise, der Nahverkehrsgesellschaft Baden-Württemberg (NVBW) und der Kommunen gibt es seit 2010 an Sonn- und Feiertagen von Juni bis Oktober einen Freizeitverkehr mit Uerdinger Schienenbussen. Mittels vier Fahrten je Richtung werden alle bisherigen Unterwegshalte im Zweistundentakt bedient. Als Fahrschein gelten die regulären Verbundfahrscheine des VRN.
Seit 2013 wird die Infrastruktur durch die Erms-Neckar-Bahn betrieben.

## Empfangsgebäude
Das Empfangsgebäude des Siegelsbacher Bahnhofs war ursprünglich ein kleines zweistöckiges Gebäude auf einem engen rechteckigen Grundriss. Das traufseitig zur Bahnhofstraße und zum Bahnsteig stehende Gebäude mit Zwerchgiebeln hatte einen Steinsockel, das Obergeschoss war in Fachwerkbauweise ausgeführt und mit Holz verkleidet. Durch zahlreiche Um- und Anbauten ist die ursprüngliche Bauform des inzwischen als Gaststätte genutzten Gebäudes kaum noch zu erkennen.

## Betrieb

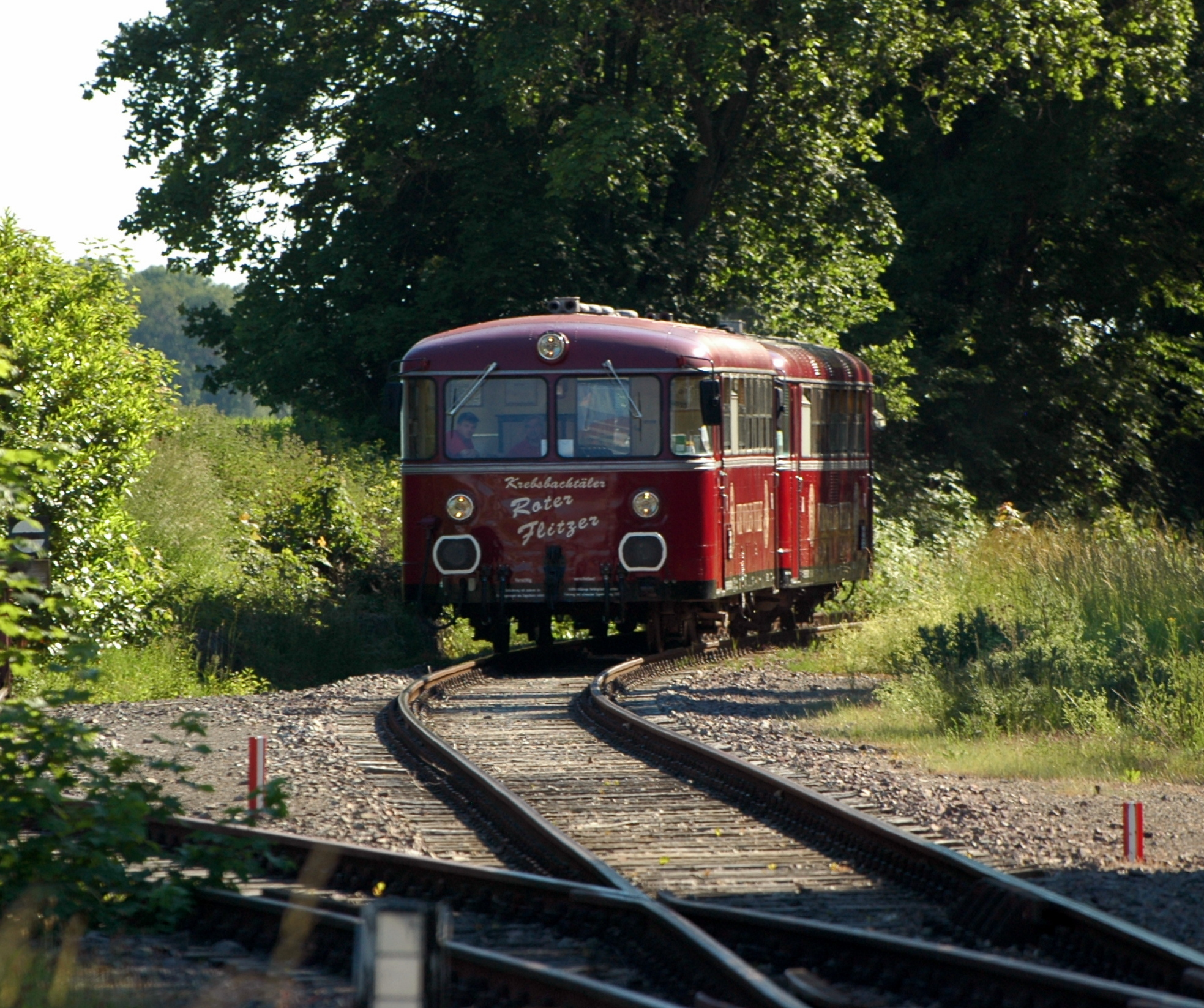
Roter Flitzer

An Sonn- und Feiertagen von Mai bis Oktober findet auf der Krebsbachtalbahn ein Ausflugsverkehr statt. Außerdem verkehren die Züge in dieser Zeit auch am dritten Mittwoch im Monat. (Stand 2021) Zum Einsatz kommen Uerdinger Schienenbusse, 2011 verkehrte ein Esslinger Triebwagen.
| Linie | Verlauf |
| ----- | --- |
| RB 79 | Neckarbischofsheim Nord – Neckarbischofsheim Stadt – Siegelsbach – Hüffenhardt (nur an Sonn- und Feiertagen von Mai bis Oktober) |